# Joan Comas i Pausas
Joan Comas i Pausas (Vilafranca del Penedès, Alt Penedès, 25 de juny de 1913 – 3 d'abril de 2009) va ser un pintor, comerciant de roba d'home i arquitecte tècnic català.

## Biografia
Joan Comas i Pausas era fill d'Antonio Comas Torregrosa i de Josefa Pausas Rovira. Als catorze anys, quan queda orfe, es trasllada a Barcelona. S'interessa per l'art en general, les antiguitats, la pintura i el dibuix. Es forma estèticament i artística en aquesta ciutat. Estudia dibuix amb el pintor Joan Lahosa a l'Acadèmia Baixas.
Persona d'excepcional voluntat, supera les dificultats causades per la seva orfenesa, començant com a dependent d'un comerç de roba d'home, fins que el 1944, quan torna a Vilafranca, inaugura el seu propi negoci. Més tard, l'any 1961, comença a exercir també com a arquitecte tècnic, després d'acabar els estudis a Barcelona a l'Escola Tècnica d'Aparelladors i Arquitectes Tècnics de la Universitat Politècnica de Catalunya.
Durant aquests anys només pot dedicar-se de tant en tant a la seva afició preferida que és la pintura artística, tot i que ja l'any 1955 li és concedit un premi de pintura (oli sobre fusta). Tot i això, continua amb la seva formació autodidacta i les seves obres es distribueixen de manera privada. És el 1976 quan comença a dur a terme exposicions públiques periòdiques de la seva obra artística i fent servir l'aquarel·la per expressar-la.
Aquell mateix any, amb motiu del «Centenari de l'Excursionisme Català» presenta una mostra de 27 obres (aquarel·les) al Museu de Vilafranca. La crítica rebuda descriu bé la pintura de Comas Pausas: “Doncs bé, cal dir que els paisatges d'En Comas traspuen llum i solament una sensibilitat excursionista és capaç de conjuminar amb tanta fidelitat els matisos d'allò que constitueix l'essència del nostre paisatge; l'esglesiola solitària, aquell element humà que a força d'anys n'esdevé part, la solitud deis llacs pirinencs, la naturalesa morta (paradoxalment plena de vida) deis arbres secs, occits per la tempesta o l'esclat de color de les plantes i roquers. I sobretot, aquells cels tenebrosos o serenament ennuvolats, un calidoscopi que els excursionistes estem avesats a contemplar i que Comas sap reflectir exactament”.

## Tècniques
Amb la pintura a l'oli, Comas Pausas prefereix temes d'interiors amb figura. Pel que fa a la pintura a l'aquarel·la, procediment en el qual es va acabar especialitzant, preferirà pintar, en canvi, paisatges, marines i temes urbans.
El seu aquarel·lisme es troba plenament en el si de les constants de les escoles tradicionals del paisatgisme català. Es tracta de pintura descriptiva i clarament llegidora, d'una composició estudiada detingudament, d'una gamma cromàtica, harmònica i matisada, resultat d'una sensibilitat emocionada davant de la natura. En la pintura de Comas Pausas tenen un paper important els canvis atmosfèrics i lumínics, i les gradacions tonals s'ajusten segons ella ho requereixi.
A Espanya, França, Alemanya, Itàlia, Suïssa, Liechtenstein, Àustria i els Països Baixos, Comas Pausas pinta sobretot aquarel·les de temes urbans, i ha visitat pinacoteques i n'estudia les obres pictòriques.

## Exposicions
Duu a terme exposicions particulars a Vilanova i la Geltrú, Vilafranca del Penedès, Olot, Martorell, Ripoll, Molins de Rei, Igualada, El Vendrell, Begues i Barcelona (a Mayte Muñoz i al Col·legi d'Aparelladors i Arquitèctes Tècnics).
Com a soci de l'Agrupació d'Aquarel·listes de Catalunya participa en totes les exposicions col·lectives d'aquesta agrupació entre els anys 1977 i 1989 a Barcelona (Palau de la Virreina, Palau Reial de Pedralbes, Antic Hospital de la Santa Creu i Banco de Bilbao), Terrassa, Vilafranca (Museu) i Lleida (Institut d'Estudis Ilerdencs). És seleccionat per aquesta agrupació perquè la representi a la “Exposición Nacional de Acuarela” celebrada a Bilbao el 1984.
Participa també en altres exposicions col·lectives a Olot, Ledesma i Vilafranca, destacant entre les de Vilafranca la de l'exposició conjunta amb cinc artistes més que té lloc l'any 1985 al Fòrum Berger Balaguer i la de “Pintura i escultura a Vilafranca 1900-1999”.
El 2013 ha tingut lloc una exposició retrospectiva al Fòrum Berger Balaguer a Vilafranca del Penedès, amb motiu del centenari del seu naixement.
Les seves obres es troben en col·leccions particulars d'Espanya, França, Alemanya, Regne Unit i al Museu de Vilafranca.